# Левон Шант
Левон Шант (на арменски: Լեւոն Շանթ; роден Левон Нахашбедян, след това променен на Левон Сегпосян) е арменски драматург, писател, поет и основател на арменското образователно и културно дружество „Хамазкаин“.

## Биография
Роден е на 6 април 1869 г. в Цариград, Османската империя. През целия си живот Шант е член на Арменската революционна федерация Посещава арменското училище в Скутари (Юскюдар) до 1884 г. и след това отива в Геворгианската семинария в Вагаршапат до 1891 г. Връща се в Константинопол, за да преподава и да пише.
Първата творба на Левон Шант е приета от всекидневника „Хайреник“ през 1891 г. Писателят заминава за Германия през 1893 г. за шест години, за да учи наука, детска психология, педагогика, литература и история в университетите в Лайпциг, Йена и Мюнхен. След това се завръща в Константинопол, където продължава да работи като учител. Като автор той е най-известен със своите пиеси: Хин Аствадснер („Древни богове“, 1908), Кайсре („Императорът“, 1914), Инкадс Берди Ишханухин („Принцесата на падналия замък“, 1921), Ошин Пейл (1929).
Освен писател, Шант е също така един от вицепрезидентите на арменския парламент по време на републиката и ръководи делегация в Москва през април 1920 г. за преговори с комунистическия режим. Напуска Армения след нейната съветизация през 1921 г. и се установява в Париж, Кайро и в крайна сметка в Бейрут.
В Кайро, Шант е един от основателите на културната асоциация Хамазкаин (1928). На следващата година основава колежа Nshan Palandjian Djemaran в Бейрут и е негов директор от 1929 г. до смъртта си.
Един от многото автори, забранени в Армения заради политическите си възгледи, том от пиесите му е публикуван по изключение в Съветска Армения през 1968 г. Въпреки това, Левон Шант е смятан от мнозина най-великия арменски драматург. Неговата пиеса „Императорът и древните богове“ остава сред най-често поставяните на сцена арменски драми.
Умира на 18 ноември 1951 г. в Бейрут, Ливан.
През 1994 г. в Армения е отпечатана пощенска марка в негова чест.

## Произведения
По-известните произведения на Левон Шант са:
- Егоистът („Եսի մարդը“), 1901
- За някой друг („Ուրիշի համար“), 1903
- По пътя („Ճամբուն վրայ“), 1904
- Древни богове („Հին աստուածներ“), 1908
- Принцесата на падналия замък („Ինկած բերդի իշխանուհին“)
- Императорът („Կայսրը“), 1916